# John Tyler (politico 1747)
John Tyler detto senior (28 febbraio 1747 – 6 gennaio 1813) è stato un politico statunitense.

## Biografia
Fu il quindicesimo governatore della Virginia. Suo figlio John Tyler fu il 10º Presidente degli Stati Uniti.
Nato a Charles da Anne Contesse e John Tyler, sposò Mary Armistead (1761-1797) nel 1777. I due ebbero 8 figli:
- Anne C. Tyler (1778-1803)
- Elizabeth Armistead Tyler (1780-1824)
- Martha Jefferson Tyler (1782-1855)
- Maria Henry Tyler (1784-1843)
- Wat Henry Tyler (1788-1862)
- John Tyler Junior (1790-1862)
- William Tyler (1791-1856)
- Christiana Booth Tyler (1795-1842)

## Riconoscimenti
La contea di Tyler è chiamata in tal modo in suo onore.